# Masako Seki
Masako Seki (jap. 関 正子, Seki Masako; * um 1943), verheiratete Masako Morosawa (両沢正子, Morosawa Masako; † 18. September 2019), war eine japanische Tischtennisspielerin. Sie wurde in den 1960er Jahren viermal Weltmeisterin und fünfmal Asienmeisterin.

## Werdegang
Masako Seki war 1961 und 1963 japanische Meisterin im Einzel und die Nummer eins in der japanischen Rangliste.
Sie nahm an den Weltmeisterschaften 1961, 1963 und 1965 teil und gewann jedes Mal mindestens zwei Medaillen. 1961 holte sie Bronze im Mixed mit Nobuya Hoshino und Gold mit der japanischen Damenmannschaft, 1963 siegte sie im Doppel mit Kimiyo Matsuzaki und mit dem Team, im Mixed mit Keiichi Miki erreichte sie das Endspiel. Schließlich wurde sie 1965 im Mixed mit Kōji Kimura Weltmeister, Silber gab es im Teamwettbewerb und im Doppel mit Noriko Yamanaka.
Zweimal nahm Masako Seki an den Asienmeisterschaften teil. 1963 siegte sie im Doppel mit Kimiyo Matsuzaki und mit der Mannschaft. Ein Jahr später wurde sie Asienmeisterin im Einzel, Doppel mit Naoko Fukazu und mit dem Team, das Mixed mit Kōji Kimura scheiterte erst im Finale.
In der ITTF-Weltrangliste belegte sie 1964/65 Platz drei.
1991 wurde auf Initiative einiger Mittelschullehrer ein Tischtennisturnier in Adachi für die bis 14-Jährigen organisiert, das mit Seki-Masako-hai Shōchūgakusei Takkyū Taikai (関正子杯小中学生卓球大会, dt. „Masako-Seki-Pokal, Grund- und Mittelschüler-Tischtennisturnier“) ihren Namen erhielt, und an dem heute etwa 100 Teams aus der Kantō-Region und umliegenden Präfekturen teilnehmen.

## Turnierergebnisse
| Verband | Veranstaltung           | Jahr | Ort       | Land | Einzel        | Doppel    | Mixed      | Team |
| ------- | ----------------------- | ---- | --------- | ---- | ------------- | --------- | ---------- | ---- |
| JPN     | Asienmeisterschaft TTFA | 1964 | Seoul     | KOR  | Gold          | Gold      | Silber     | 1    |
| JPN     | Asienmeisterschaft TTFA | 1963 | Manila    | PHI  |               | Gold      |            | 1    |
| JPN     | Asienspiele             | 1962 | Jakarta   | INA  | 3             | Gold      | 3          | 1    |
| JPN     | Weltmeisterschaft       | 1965 | Ljubljana | YUG  | Viertelfinale | Silber    | Gold       | 2    |
| JPN     | Weltmeisterschaft       | 1963 | Prag      | TCH  | letzte 64     | Gold      | Silber     | 1    |
| JPN     | Weltmeisterschaft       | 1961 | Peking    | CHN  | letzte 16     | letzte 16 | Halbfinale | 1    |